# Ballon d'Or 1966

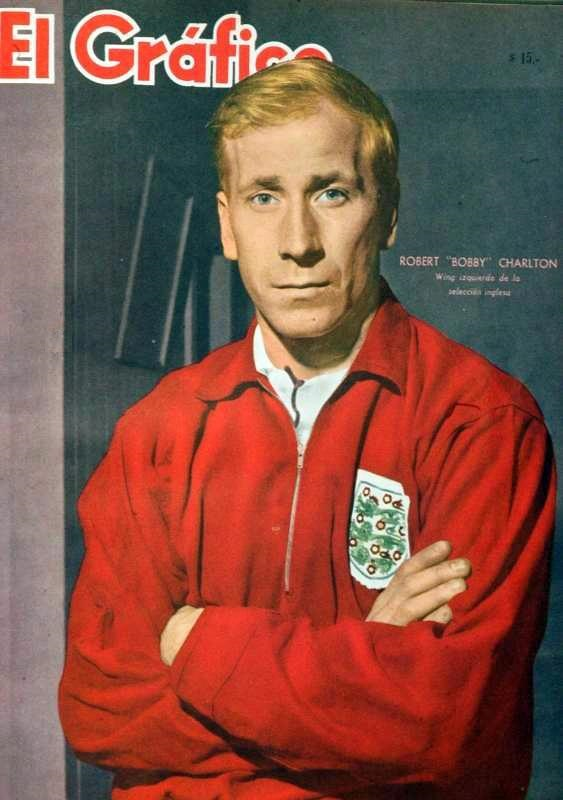
Bobby Charlton

De Ballon d'Or 1966 was de 11e editie van de voetbalprijs georganiseerd door het Franse tijdschrift France Football. De prijs werd gewonnen door de Engelsman Bobby Charlton (Manchester United).
De jury was samengesteld uit 22 journalisten die aangesloten waren bij de volgende verenigingen van de UEFA: West-Duitsland, Oostenrijk, België, Bulgarije, Tsjecho-Slowakije, Denemarken, Spanje, Frankrijk, Griekenland, Hongarije, Engeland, Ierland, Luxemburg, Italië, Nederland, Polen, Portugal, Zweden, Zwitserland, Turkije Sovjet-Unie en Joegoslavië.
De resultaten van de stemming werden gepubliceerd in editie 1085 van France Football op 27 december 1966.

## Stemprocedure
Elk jurylid koos de beste vijf spelers van Europa. De speler op de eerste plaats kreeg vijf punten, de tweede keus vier punten en zo verder. Op die wijze werden 330 punten verdeeld, 110 punten was het maximale aantal punten dat een speler kon behalen (in geval van een negentien koppige jury).

## Uitslag
| Punten | Speler            | Club                   | Stemmen | Stemmen | Stemmen | Stemmen | Stemmen | Stemmen | Punten |
| Punten | Speler            | Club                   | 1º      | 2º      | 3º      | 4º      | 5º      | Totaal  | Punten |
| ------ | ----------------- | ---------------------- | ------- | ------- | ------- | ------- | ------- | ------- | ------ |
| 1º     | Bobby Charlton    | Manchester United      | 12      | 3       | 1       | 3       |         | 19      | 81     |
| 2º     | Eusébio           | Benfica                | 5       | 10      | 5       |         |         | 20      | 80     |
| 3º     | Franz Beckenbauer | Bayern München         |         | 5       | 10      | 2       | 5       | 22      | 59     |
| 4º     | Bobby Moore       | West Ham United        | 2       | 3       | 1       | 2       | 2       | 10      | 31     |
| 5º     | Flórián Albert    | Ferencváros            | 1       | 1       | 1       | 4       | 3       | 10      | 23     |
| 6º     | Ferenc Bene       | Újpest Dózsa           |         |         | 1       | 2       | 1       | 4       | 8      |
| 7º     | Alan Ball         | Blackpool / Everton    | 1       |         |         |         | 1       | 2       | 6      |
|        | Lev Jasjin        | Dinamo Moskou          |         |         | 2       |         |         | 2       | 6      |
|        | Farkas János      | Vasas                  |         |         |         | 2       | 2       | 4       | 6      |
| 10º    | José Torres       | Benfica                | 1       |         |         |         |         | 1       | 5      |
| 11º    | Mario Corso       | Internazionale         |         |         |         | 2       |         | 2       | 4      |
|        | Valery Voronin    | Torpedo Moskou         |         |         |         | 1       | 2       | 3       | 4      |
| 13º    | Mário Coluna      | Benfica                |         |         | 1       |         |         | 1       | 3      |
| 14º    | Georgi Asparuhov  | Levski Sofia           |         |         |         | 1       |         | 1       | 2      |
|        | Gordon Banks      | Leicester / Stoke City |         |         |         | 1       |         | 1       | 2      |
|        | Geoff Hurst       | West Ham United        |         |         |         | 1       |         | 1       | 2      |
|        | Sandro Mazzola    | Internazionale         |         |         |         | 1       |         | 1       | 2      |
| 18º    | Igor Chislenko    | Dinamo Moskou          |         |         |         |         | 1       | 1       | 1      |
|        | Tony Dunne        | Manchester United      |         |         |         |         | 1       | 1       | 1      |
|        | Helmut Haller     | Bologna                |         |         |         |         | 1       | 1       | 1      |
|        | Denis Law         | Manchester United      |         |         |         |         | 1       | 1       | 1      |
|        | Willi Schulz      | Hamburger SV           |         |         |         |         | 1       | 1       | 1      |
| 23º    | Paul Van Himst    | RSC Anderlecht         |         |         |         |         | 1       | 1       | 1      |

## Trivia
- Het was de eerste, van in totaal elf opeenvolgende keren, dat Franz Beckenbauer in de top 10 eindigde. Dit record werd nooit overtroffen.
- Franz Beckenbauer werd de eerste speler die een stem van elk jurylid te kreeg.

## Referentie
- Eindklassement op RSSSF

France Football:
1956 · 
1957 · 
1958 · 
1959 · 
1960 · 
1961 · 
1962 · 
1963 · 
1964 · 
1965 · 
1966 · 
1967 · 
1968 · 
1969 · 
1970 · 
1971 · 
1972 · 
1973 · 
1974 · 
1975 · 
1976 · 
1977 · 
1978 · 
1979 · 
1980 · 
1981 · 
1982 · 
1983 · 
1984 · 
1985 · 
1986 · 
1987 · 
1988 · 
1989 · 
1990 · 
1991 · 
1992 · 
1993 · 
1994 · 
1995 · 
1996 · 
1997 · 
1998 · 
1999 · 
2000 · 
2001 · 
2002 · 
2003 · 
2004 · 
2005 · 
2006 · 
2007 · 
2008 · 
2009 · 
2016 · 
2017 · 
2018 · 
2019 · 
2021 · 
2022 · 
2023 · 
2024